# Championnat du Mékong des clubs 2014
Navigation
Édition 2015
Le Championnat du Mékong des clubs 2014 est la toute première édition du Championnat du Mékong des clubs, une compétition regroupant les clubs du Sud-Est asiatique, vainqueur de leur championnat ou de leur coupe nationale. Cette édition inaugurale regroupe quatre formations qui s'affrontent en match à élimination directe (demi-finales et finale).
C'est le club vietnamien du Becamex Bình Dương qui remporte le trophée, après avoir battu en finale les Birmans d'Ayeyawady United. C'est le tout premier titre international de l'histoire du club, qui est donc le premier à inscrire son nom au palmarès de l'épreuve. Toutes les rencontres sont disputées au Gò Đậu Stadium de Thủ Dầu Một.

## Équipes participantes
- Becamex Bình Dương - Champion du Viet-Nam 2014
- Ayeyawady United - Vainqueur de la Coupe de Birmanie 2014
- Phnom Penh Crown - Champion du Cambodge 2014
- Hoang Anh Attapeu FC - Champion du Laos 2014

## Compétition

### Demi-finales
| 31 octobre 2014 | Ayeyawady United | 1 - 1 | Hoang Anh Attapeu FC | Gò Đậu Stadium, Thủ Dầu Một                   |                                               |
| 17:00           | Un-seob 67e      |       | 72e Sysoutham        | Spectateurs : 6 000 Arbitrage : Đinh Văn Dũng | Spectateurs : 6 000 Arbitrage : Đinh Văn Dũng |
| 17:00           | Tirs au but 5-4  |       |                      | Spectateurs : 6 000 Arbitrage : Đinh Văn Dũng | Spectateurs : 6 000 Arbitrage : Đinh Văn Dũng |

| 31 octobre 2014 | Becamex Bình Dương                                                                 | 5 - 2 | Phnom Penh Crown        | Gò Đậu Stadium, Thủ Dầu Một                            |                                                        |
| 20:00           | Dieng 2e · Trọng Hoàng 41e · Oseni 70e · Lê Công Vinh 88e · Nguyễn Tăng Tuấn 90+1e |       | 66e Bosma · 90+3e Bisan | Spectateurs : 10 000 Arbitrage : Surasak Kundiloksirom | Spectateurs : 10 000 Arbitrage : Surasak Kundiloksirom |

### Match pour la troisième place
| 2 novembre 2014 | Hoang Anh Attapeu FC | 0 - 2 | Phnom Penh Crown | Gò Đậu Stadium, Thủ Dầu Một                     |                                                 |
| 13:30           |                      |       | 21e, 52e Bisan   | Spectateurs : 4 000 Arbitrage : Phùng Đình Dũng | Spectateurs : 4 000 Arbitrage : Phùng Đình Dũng |

### Finale
| 2 novembre 2014 | Becamex Bình Dương                             | 4 - 1 | Ayeyawady United | Gò Đậu Stadium, Thủ Dầu Một                        |                                                    |
| 16:30           | Oseni 5e · Anh Duc 45+2e, 67e · Lê Tấn Tài 74e |       | 8e Zaw           | Spectateurs : 13 000 Arbitrage : Suprem Nonthawong | Spectateurs : 13 000 Arbitrage : Suprem Nonthawong |

| Championnat du Mékong des clubs 2014 Becamex Bình Dương 1er titre |